# María de Maeztu
Pour les articles homonymes, voir Maeztu (homonymie).
María de Maeztu Whitney, née le 18 juillet 1881 à Vitoria (Pays basque) et morte le 7 janvier 1948 à Mar del Plata (Argentine), est une pédagogue et féministe espagnole. Elle est notamment la fondatrice de la Residencia de Señoritas et du Lyceum Club de Madrid.

## Biographie
María est la quatrième d'une fratrie de cinq enfants. Son père, Manuel de Maeztu Rodriguez, est un ingénieur cubain ainsi qu'un propriétaire terrien de la communauté forale de Navarre. Sa mère est l'enseignante Juana Whitney. Elle est la sœur de l'écrivain Ramiro de Maeztu et du peintre et écrivain Gustavo de Maeztu.
En 1889, son père meurt à Cuba, ce qui conduit le reste de la famille dans la misère. Sa mère s'installe avec ses trois fils et ses deux filles à Bilbao. Elle y fonde, en 1891, l'Académie Maeztu-Whitney (ou Académie Anglo-française), une institution laïque pour jeunes filles afin que ces dernières puissent étudier, notamment, le français et l'anglais. María enseigne, avec sa sœur Ángela, à l'école de sa mère, puis dans différentes écoles publiques de Bilbao. 
En 1898, elle est diplômée de la Escuela Normal de Magisterio puis poursuit ses études à l’université de Salamanque et à l'université centrale de Madrid, où elle a notamment comme professeurs Miguel de Unamuno et José Ortega y Gasset. En 1903, elle accepte un poste de direction d'une nouvelle école de soir pour adultes. À la même époque, elle dirige également une garderie (1902–1912).
S'inspirant de ce qu'elle a vu au Royaume-Uni et aux États-Unis, elle fonde, sur les principes et valeurs de l'Institution libre d'enseignement, la Residencia de Señoritas en 1915 et l'Instituto-Escuela (section primaire) en 1918.
Elle est la première présidente de l'Asociación Española de Mujeres Universitarias, fondée en 1920, puis elle crée le Lyceum Club Femenino en 1926, club laïque et apolitique formé de femmes de l'élite socioculturelle madrilène.
Elle quitte de ses fonctions à la Residencia lorsque les locaux de celle-ci sont réquisitionnés au début de la guerre civile. À la suite de l'arrestation de l'exécution de son frère Ramiro en 1936, elle s'exile en Argentine. Elle revient en Espagne en 1947 pour les obsèques de son frère Gustavo. Elle meurt à Buenos Aires en 1948.

## Œuvres
- (es) Historia de la cultura Europea. La edad moderna: grandeza y servidumbre. Intento de ligar de historia pretérita a las circunstancias del mundo presente. Buenos Aires, Juventud Argentina, Bibl. de la Esfinge, (Libros para la Mujer), (1941)
- (es) « La Pedagogía en Londres y las escuelas de párvulos » in Anales de la Junta para la Ampliación de Estudios e Investigaciones Científicas, Madrid, Impr. y Encuadernación E. Raso, (1909)
- (es) El trabajo de la mujer: nuevas perspectivas : conferencias pronunciada el día 8 de abril de 1933, Madrid: Escuela de Enfermeras del Hospital Central de la Cruz Roja Española, (1933)
- (es) El problema de la ética: la enseñanza de la moral, (1938)
- (es) Historia de la cultura europea, (1941)
- (es) Antología-Siglo XX. Prosistas españoles. Semblanzas y comentarios, Madrid: Espasa-Calpe, (1943)
- (es) Ensayos de Ramiro de Maeztu